# Zahltag

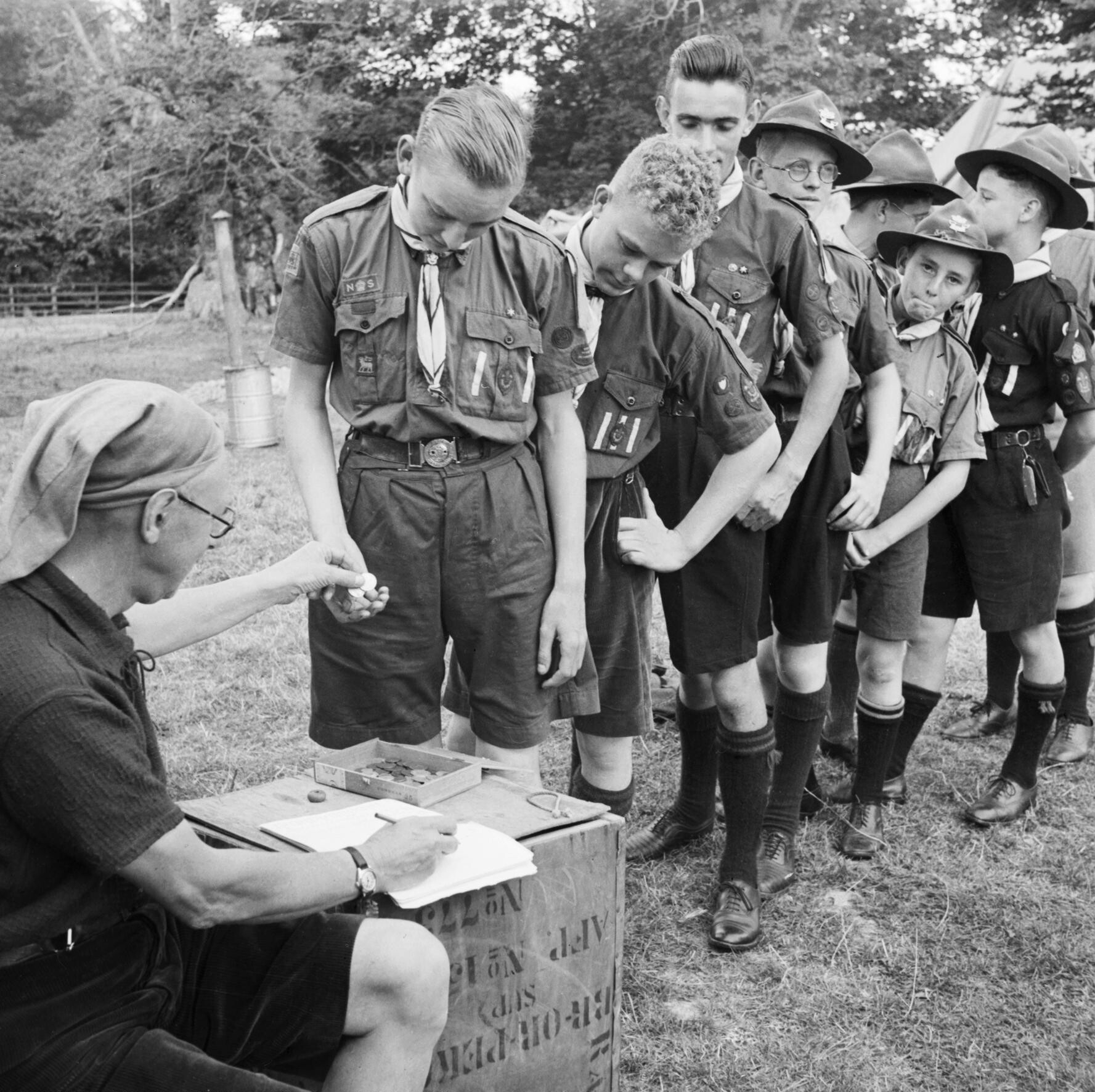
Zahltag bei den Pfadfindern nahe Cambridge 1943. Der Scout master gibt den Lohn für Hilfsarbeiten aus. Über 14-Jährige bekommen einen halben Crown, während die unter 14-Jährigen einen Schilling erhalten.

Der Zahltag war in früheren Zeiten der Termin, an dem die Angestellten eines Unternehmens das Arbeitsentgelt bar ausbezahlt bekamen. Charakteristisch für den Zahltag waren die Lohntüten. Heute wird der Lohn den Angestellten direkt auf ihr Bankkonto überwiesen.
Umgangssprachlich wird oft als Zahltag der eig. Inhalt der Lohntüte bezeichnet; so bedeutet „er hat den Zahltag gekriegt“, dass ihm der Monatslohn ausbezahlt wurde – oder „ihm ist der Zahltag abhandengekommen“, dass ihm die Lohntüte (mit dem „Zahltag“ drin) abhandengekommen war.
In Verbindung mit dem Zahltag werden oft Anekdoten erzählt, die den unüberlegten Umgang mit dem plötzlich zur Verfügung stehenden Geld belegen sollen – etwa, dass die Ehemänner oft nach der Auszahlung des Lohns in eine Gaststätte gingen und dort von ihren schimpfenden Ehefrauen abgeholt wurden, um zu verhindern, dass der Inhalt der Lohntüte gleich zu großen Teilen für Alkohol ausgegeben wurde.